# Fónia
Rádióforgalmazásnak, rádiólevelezésnek, idegen szóval fóniázásnak nevezik a repülőgépeken vagy földi egységnél telepített rádióállomások közötti közleményváltások segítségével lebonyolított rádiókommunikációt, mely napjainkban a repülőgép-vezetés és a légiforgalmi irányítás elengedhetetlen részét képezi. A rádiókommunikáció a repülőgépek és a földi személyzet (ATS egységek) között létesít kapcsolatot, valamint a repülőgépek egymás közötti információcseréjét is lehetővé teszi. A rádióforgalmazás során használt kifejezések és eljárások ismerete, pontos használata a biztonságos repülés egyik alapfeltétele.
A fóniát, nemzetiségtől függetlenül, a világon szinte mindenhol ugyanúgy beszélik a használói. Egy nyelv, amely sallangoktól mentes, kizárólag a lényegre szorítkozik. Éppen azért jött létre, hogy megelőzze a félreértéseket, amelyek a repülésben akár végzetesek is lehetnek.  Az angolon alapuló, néhány száz szóból álló fónia sok évtizeddel ezelőtt szerveződött önálló „nyelvvé” a rádiótávbeszélő kifejezésekből.

## Története
1944-ben az úgynevezett Chicagói Egyezmény nyomán létrejött az ICAO (Nemzetközi Polgári Repülési Szervezet), amelynek célja a polgári repülés különböző területeinek – így például a kommunikációnak is – az egységesítése. Ekkor vezették be a fóniát, amelynek szókincse a kezdetekkor még a mainál jóval szerényebb volt, de az idők folyamán, a kor kihívásainak megfelelően egyre bővült.

## Használata, elsajátítása
A fóniát – más idegen nyelvekkel szemben – meglehetősen nehéz előképzettség nélkül elsajátítani, ugyanis nélkülözhetetlenek hozzá az aviatikai ismeretek. Megfelelő alaptudással azonban a pilóták és a légiforgalmi szakszemélyzetek képzésén néhány hét alatt megtanulhatják a fóniában használatos kifejezéseket, szavakat a hallgatók. A gyakorlatban a földi személyzetek és a pilóták közötti rádiókommunikáció 90 százalékban a fónia nyelvén zajlik.

## Példa a fónia használatára
A fónia -mint minden nyelv- alapos begyakorlást igényel, azonban az ideális szituációkban magától értetődő a társalgás lefolyásának a menete. 
Példa egy repülőtéri gurulásra légiforgalmi irányító és a légijármű vezetője közt: (repülőgép hívójele: MAH230)
- MAH230 LINE UP RUNWAY 31R AND TAXI VIA RUNWAY TO THE END. THEN BACKTRACK AND REPORT WHEN READY FOR DEPARTURE RUNWAY 13L.
- LINING UP 31R AND BACKTRACK. WILCO MAH230. (later) MAH230 READY RUNWAY 13L.
- MAH230 ROGER RUNWAY 13L CLEARED FOR TAKE-OFF WIND 090 DEGREES 10 KNOTS GUSTING TO 20 KNOTS.
- RUNWAY 13L CLEARED FOR TAKE-OFF MAH230.

Példa egy hajtóműindítási engedélykérelemre:
- BUDAPEST GROUND MAH230 STAND 72 REQUEST START UP.

Példa kigurulási engedélyadásra:
- MAH230 LINE UP RUNWAY 31L.
- LINING UP/LINE UP RUNWAY 31L. (az igék folyamatos és egyszerű alakjának használata is szabályos)

## Képzési területei
Napjainkban a magyar felsőoktatási intézmények közül több is képez repülésben jártas szakembereket, ezek: a BME, a Nyíregyházi Egyetem, a Milton Friedman Egyetem és a Nemzeti Közszolgálati Egyetem. Emellett számos cég hirdet magánképzésben pilótaoktatást, melyek többnyire önköltségesek és elvégzésük nem ad felsőfokú képzettséget az előbb felsorolt egyetemekkel szemben.